# Барон Готем

Герб баронів Готем.

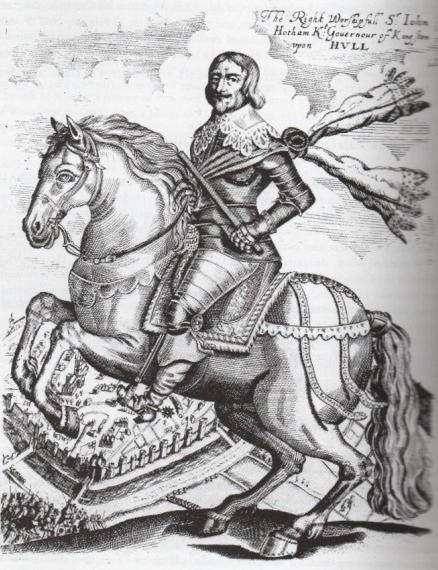
Сер Джон Готем, 1-й баронет, у ролі губернатора ХаллаСер Джон Готем, 1-й баронет, у ролі губернатора Халл.

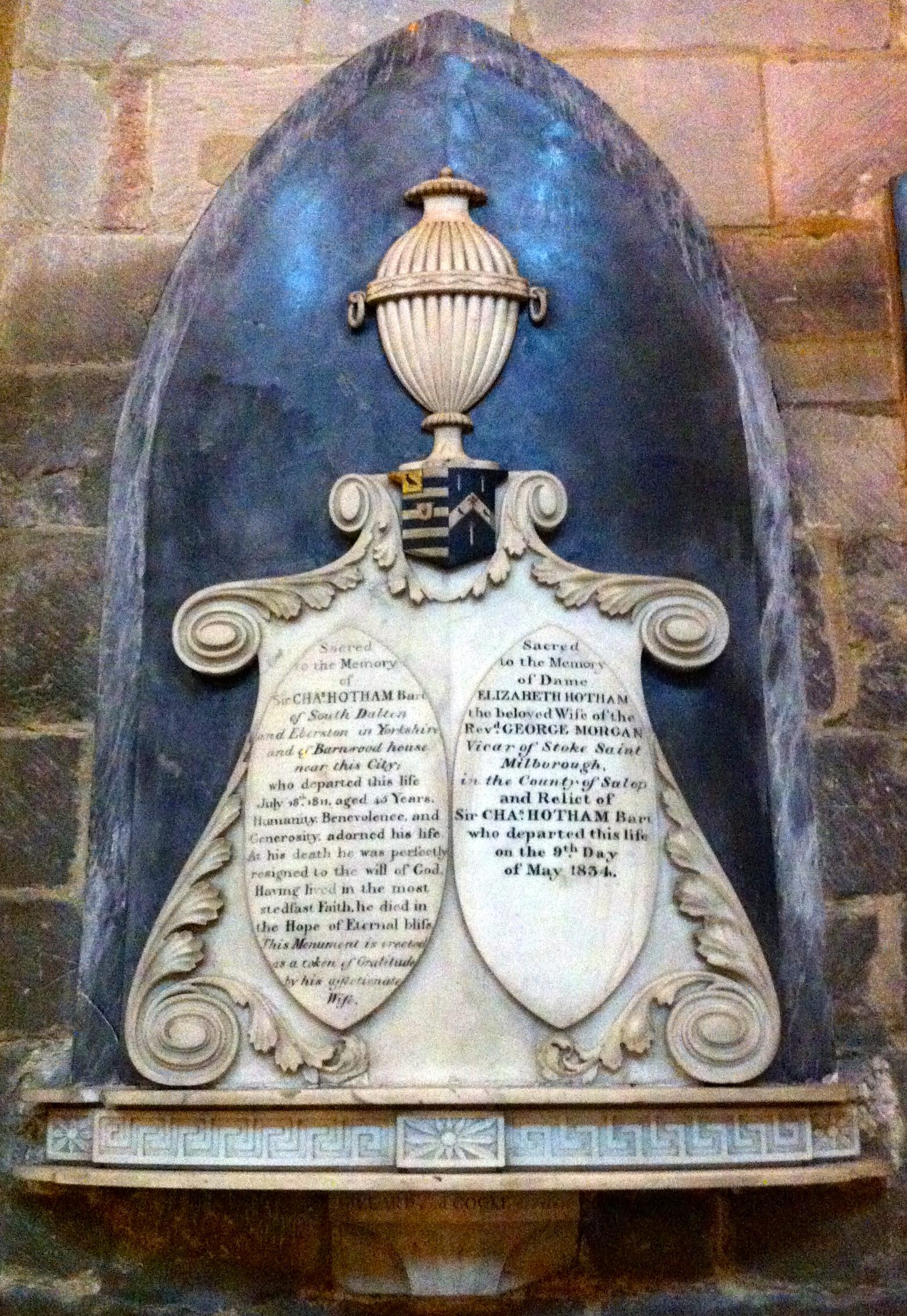
Пам'ятник серу Чарльзу Готему – Х баронету Готем, Глостерський собор.

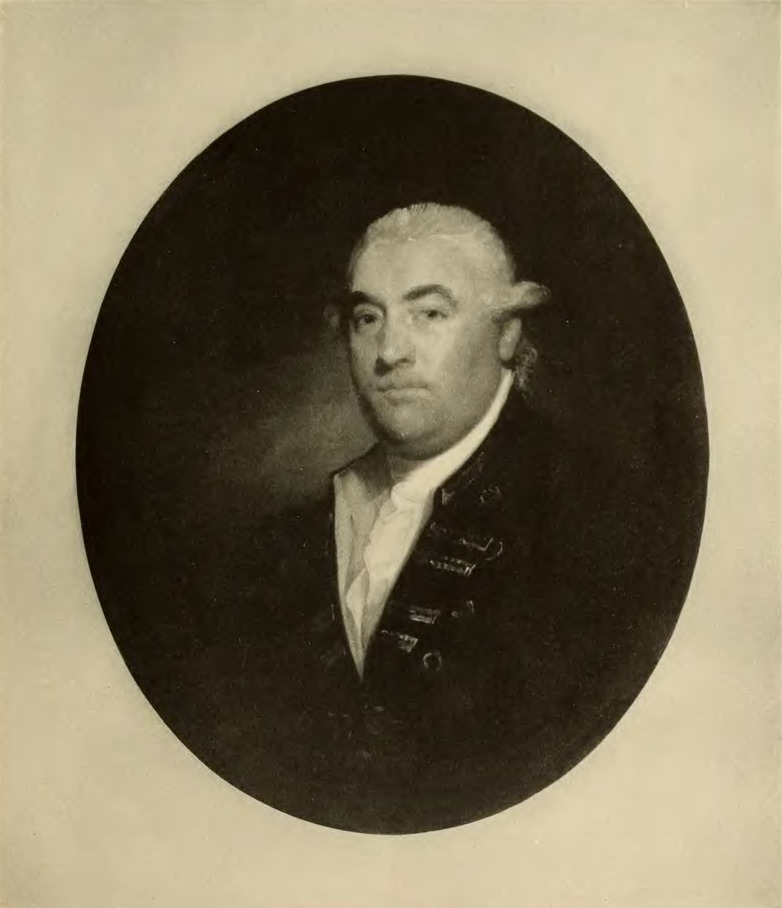
Вільям Готем – І барон Готем.

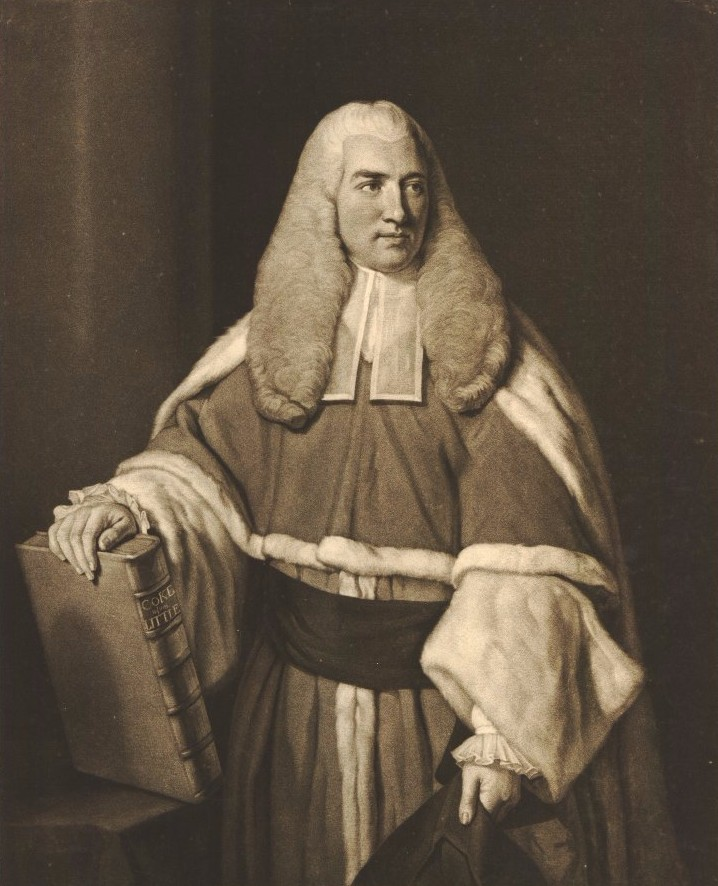
Бомонт Готем – ІІ барон Готем.

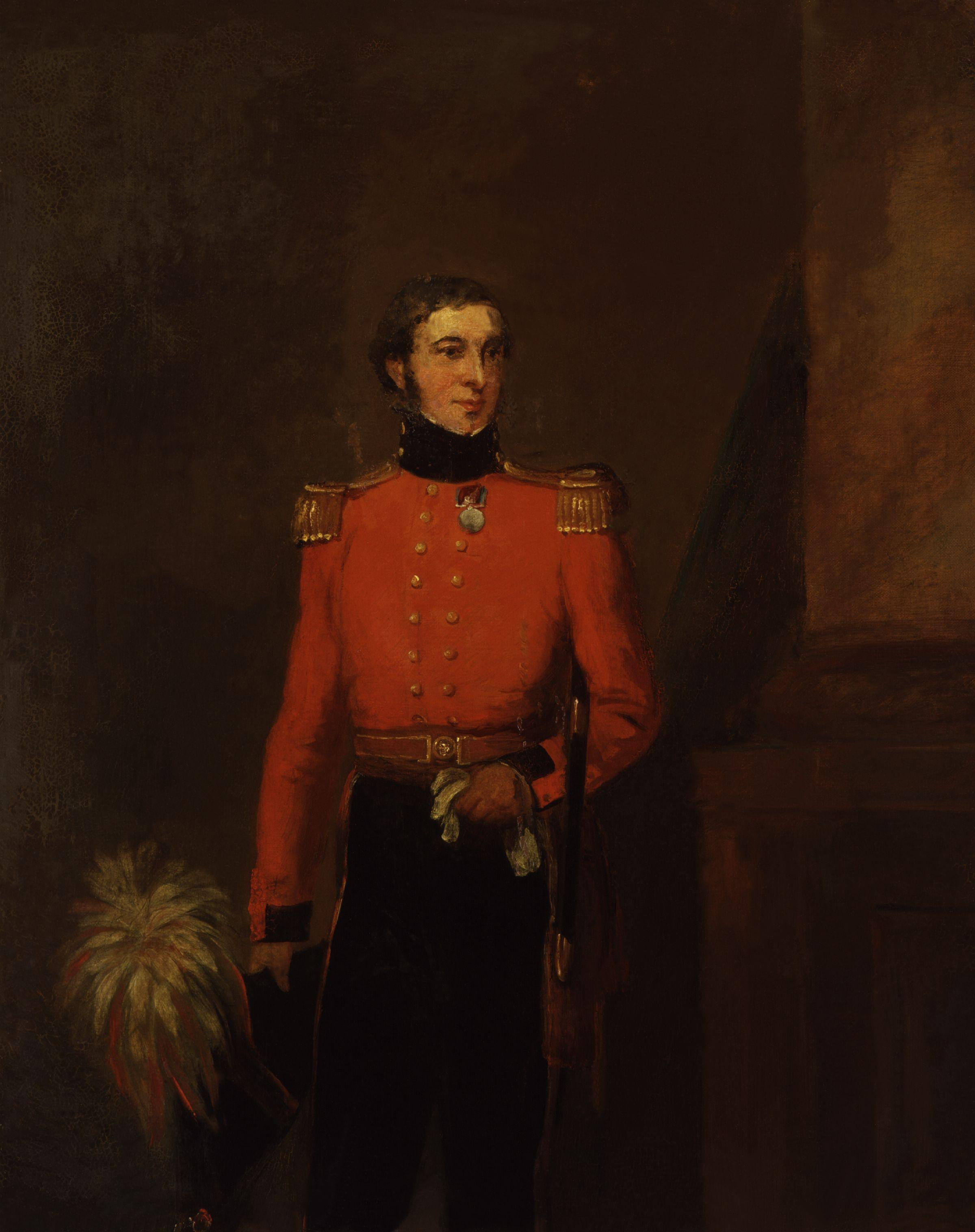
Бомонт Готем – ІІІ барон Готем.

Барон Готем (англ. - Baron Hotham) – аристократичний титул в перстві Ірландії. 

## Історія баронів Готем
Титул барон Готем з Південного Далтона, що в графстві Йорк був створений в перстві Ірландії в 1797 році для командира британського флоту адмірала Вільяма Готема і для спадкоємців – нащадків чоловічої статі його батька. Вільям Готем був третім сином сера Бомонта Готема – VII баронета Готема зі Скарборо. У 1811 році він успадкував титул баронета Готем і став ХІ баронетом Готем. Лорд Готем не був одруженим, після його смерті в 1813 році обидва титули успадкував його молодший брат Бомонт, що став ІІ бароном Готем і ХІІ баронетом Готем. До того він був депутатом парламенту і представляв Віган в Палаті громад.
Бомонт Готем – ІІІ барон Готем, онук ІІ барона Готем, воював з Наполеоном, брав участь у битві під Ватерлоо, потім отримав звання генерала армії, став депутатом парламенту Об’єднаного Королівства Великобританії та Ірландії. Він помер неодруженим, титули успадкував його племінник, що став IV бароном Готем. Він був сином контр-адмірала Джорджа Фредеріка Готема – брата ІІІ барона Готем. IV барон Готем і V барон Готем померли неодруженими. Титул успадкував кузен V барона Готем, що став VI бароном Готем. Він був сином преподобного Вільяма Френсіса Готема – другого сина ІІ барона Готем.
Після смерті VI барона Готем ця лінія родини перервалася, титули успадкував його кузен (двоюрідний брат), що став VII бароном Готем. Він був правнуком третього сина ІІІ барона Готем.
На сьогодні титулами володіє його третій син, що став VIII бароном Готем, успадкував титули в 1967 році. 
Титул баронета Скарборо, що в графстві Йорк був створений в баронетстві Англії в 1622 році для Джона Готема. І він, і його син – Джон Готем Молодший брали участь в громадянській війні на Британських островах і зійшли на ешафот за вироком прихильників парламенту в 1645 році. Титул успадкував син Джона Готема Молодшого, що став ІІ баронетом Готем зі Скарборо. І він, і його син – ІІІ баронет Готем зі Скарборо стали депутатами парламенту і представляли Скароборо та Беверлі. Його син – V баронет Готем зі Скароборо теж став депутатом парламенту і представляв Беверлі в Палаті громад. Титул успадкував його син, що став VI баронетом Готем зі Скароборо.  
Після його смерті в 1767 році ця лінія баронетів Готем перервалася і титул успадкував його дядько, що став VII баронетом Готем. Його старший син – VIII баронет Готем, генерал-лейтенант британської армії був депутатом парламенту, представляв Сент-Айвз, прийняв додаткове прізвище Томпсон. Коли він помер, титул перейшов до його молодшого брата, що став ІХ баронетом Готем. Він став лорд-єпископом Клогера. Титул успадкував його син, що став Х баронетом Готем. Після його смерті 1811 році цей титул успадкував ХІ баронет Готем, що отримав титул барона Готем. 
Історичною резиденцією баронів Готем був Далтон-Холл, що в Беверлі, Іст-Райдінг, графство Йоркшир.

## Баронети Готем зі Скароборо (1622)
- Сер Джон Готем (помер у 1645 р.) – І баронет Готем
- Сер Джон Готем (1632 – 1689) – ІІ баронет Готем
- Сер Джон Готем (1655 – 1691) – ІІІ баронет Готем
- Сер Чарльз Готем (бл. 1663 – 1723) – IV баронет Готем
- Сер Чарльз Готем (1693 – 1738) – V баронет Готем
- Сер Чарльз Готем (помер у 1767 р.) – VI баронет Готем
- Сер Бомонт Готем (помер у 1771 р.) – VII баронет Готем
- Сер Чарльз Готем-Томпсон (1729 – 1794) – VIII баронет Готем
- Сер Джон Готем (1734 – 1795) – IX баронет Готем
- Сер Чарльз Готем (1766 – 1811) – X баронет Готем
- Сер Вільям Готем (1736 – 1813) – XI (отримав титул барона Готем у 1797 році)

## Барони Готем (1797)
- Вільям Готем (1736 – 1813) – I барон Готем
- Бомонт Готем (1737 – 1814) – II барон Готем
- Бомонт Готем (1794 – 1870) – III барон Готем
- Чарльз Готем (1836 – 1872) – IV барон Готем
- Джон Готем (1838 – 1907) – V барон Готем
- Фредерік Вільям Готем (1863 – 1923) – VI барон Готем
- Генрі Фредерік Готем (1899 – 1967) – VII барон Готем
- Генрі Дюран Готем (1940 р. н.) – VIII барон Готем

Спадкоємцем титулу є син теперішнього власника титулу його ясновельможність Вільям Бомонт Готем (1972 р. н.). Спадкоємцем спадкоємця є його син Мерлін Фредерік Готем (2006 р. н.).